# Strzeligłóg

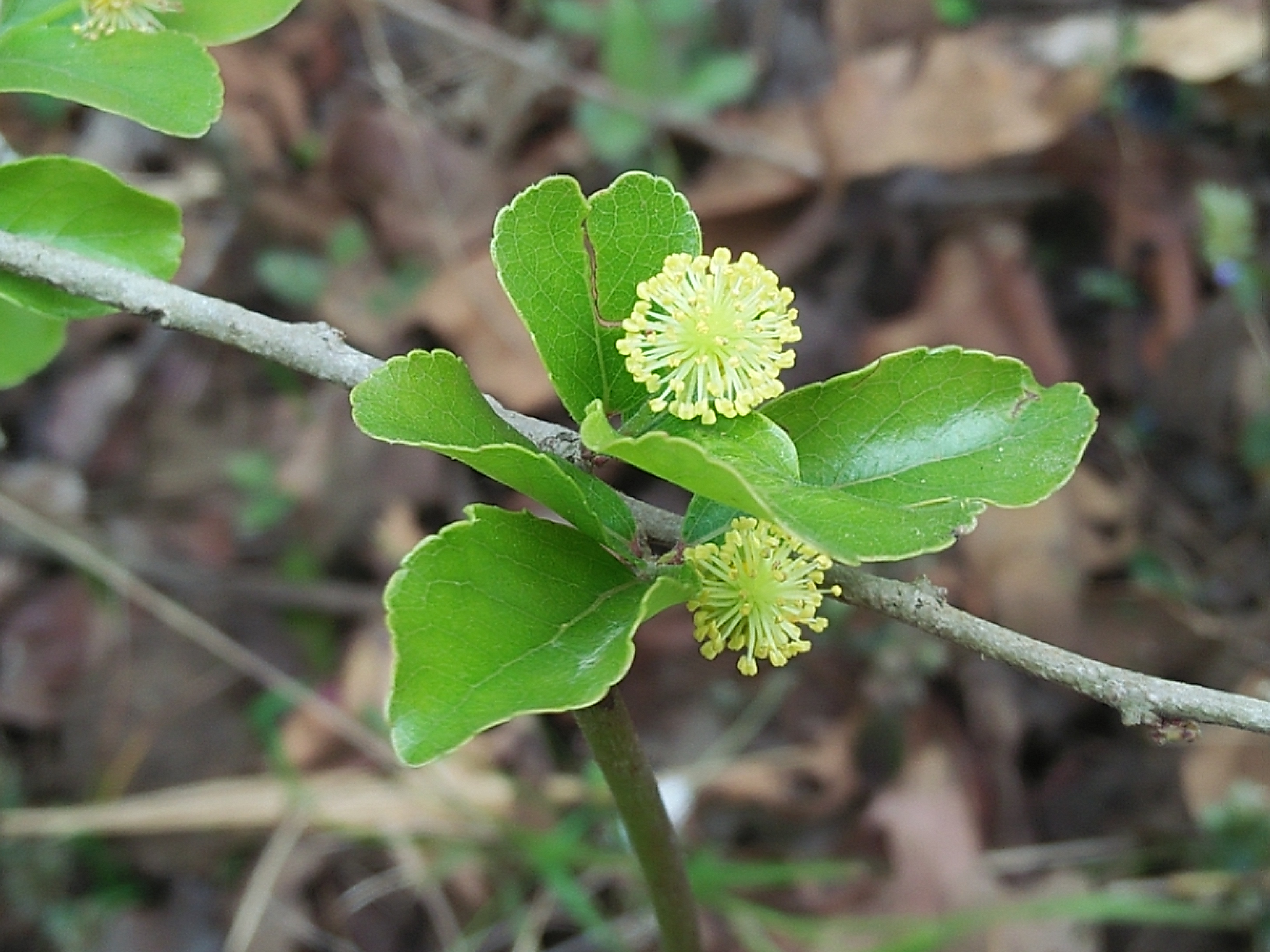
Flacourtia indica

Strzeligłóg (Flacourtia  Comm. ex L'Hér.) – rodzaj roślin z rodziny wierzbowatych (Salicaceae). Obejmuje 23 gatunki. Występują one w tropikalnej i południowej Afryce, w południowo-wschodniej Azji od Pakistanu po wschodnie Chiny, Filipiny i Indonezję oraz w północnej Australii i na wyspach Oceanii po Fidżi. Rośliny te uprawiane są w strefie tropikalnej (zwłaszcza F. indica, F. jangomas i F. rukam) i jako introdukowane i zdziczałe rosną na Tajwanie, Hawajach i wielu innych wyspach Oceanii, także na Antylach i w Wenezueli.
Owoce są jadalne, spożywane świeże lub wykorzystywane do sporządzania galaretek i dekoracji deserów. Niektóre gatunki są także roślinami leczniczymi, zwłaszcza Flacourtia indica (stosowana do leczenia ran kłutych, wrzodów i cholery), i dostarczają drewna, które wyróżnia się twardością i stosowane jest jako budowlane.

## Morfologia

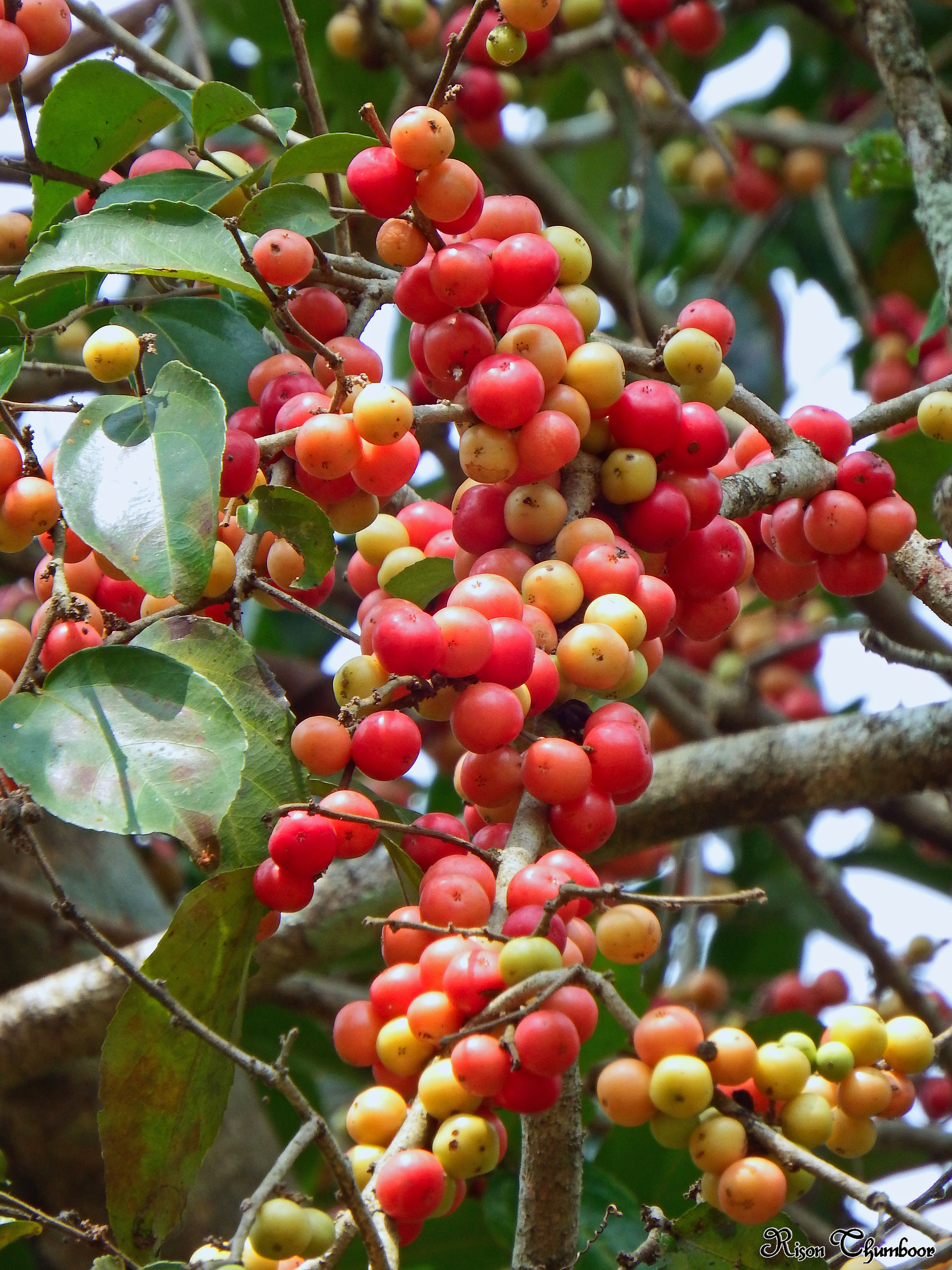
Flacourtia montana

PokrójDrzewa i krzewy, często uzbrojone w ciernie.
LiścieSkrętoległe, ogonkowe, z drobnymi i szybko odpadającymi przylistkami. Blaszka pojedyncza, gruczołowato ząbkowana, z użyłkowaniem pierzastym, w niektórych przypadkach z 3–5 głównymi żyłkami wybiegającymi od nasady blaszki.
KwiatyDrobne, jednopłciowe (wówczas zwykle rośliny dwupienne) lub obupłciowe. Zebrane w kwiatostany wyrastające w kątach liści i szczytowo, czasem na krótkopędach. Kwiatostany zazwyczaj krótkie i luźne, groniaste, wiechowate lub baldachowate. Kwiaty osadzone są na szypułkach ze stawowatym zgrubieniem. Pojedynczy okółek okwiatu składa się z 4–7 drobnych listków zrastających się nasadami. Dysk miodnikowy okazały i mięsisty, całobrzegi lub podzielony na odrębne gruczoły. Kwiaty męskie składają się z licznych pręcików wystających ponad okwiat, o cienkich i wolnych nitkach. Główki pylników elipsoidalne, drobne, z łącznikiem nie wyrastającym ponad pylniki, które otwierają się podłużnymi pęknięciami. Zarodnia w tych kwiatach jest silnie zredukowana lub całkiem nieobecna. Kwiaty żeńskie mają dysk miodnikowy otaczający u dołu zalążnię, która jest górna, kulista, jajowata lub kształtu buteleczkowatego. Podzielona jest wewnątrz 2–8 niepełnymi przegrodami. Szyjek słupka kilka pojedynczych lub zrośniętych, z różnie wykształconym znamieniem. Prątniczków zwykle brak.
OwoceKuliste pestkowce z pestkami w liczbie dwukrotnie większej od liczby słupków (między przegrodami rozwijają się po dwa zalążki). Na szczycie zwykle z zachowanymi szyjkami słupka lub samymi znamionami.

## Systematyka
Pozycja systematyczna według APweb (aktualizowany system APG IV z 2016)
Rodzaj z rodziny wierzbowatych (Salicaceae), a w jej obrębie z podrodziny Salicoideae i plemienia Saliceae. 
W dawniejszych systemach klasyfikacyjnych zaliczany był do rodziny strzeligłowowatych (Flacourtiaceae) jako jej rodzaj typowy. Współcześnie rodzina ta określana jest mianem „kosza na śmieci”, bowiem umieszczano w niej liczne taksony o niejasnej pozycji i nie jest już wyróżniana. Zaliczane do niej rodzaje klasyfikowane są w nowoczesnych systemach klasyfikacyjnych do ok. 20 różnych rodzin dwuliściennych właściwych.
Wykaz gatunków
- Flacourtia amalotricha A.C.Sm.
- Flacourtia cavaleriei H.Lév.
- Flacourtia degeneri A.C.Sm.
- Flacourtia flavescens Willd.
- Flacourtia helferi Gamble ex Ridl.
- Flacourtia indica (Burm.f.) Merr.
- Flacourtia inermis Roxb.
- Flacourtia jangomas (Lour.) Raeusch.
- Flacourtia kinabaluensis Sleumer
- Flacourtia latifolia (Hook.f. & Thomson) T.Cooke
- Flacourtia mollipila Sleumer
- Flacourtia mollis Hook.f. & Thomson
- Flacourtia montana J.Graham
- Flacourtia occidentalis Blatt.
- Flacourtia oppositifolia Gagnep.
- Flacourtia ramontchi L'Hér.
- Flacourtia rukam Zoll. & Moritzi
- Flacourtia subintegra A.C.Sm.
- Flacourtia territorialis Airy Shaw
- Flacourtia tomentella Miq.
- Flacourtia vitiensis (Seem.) A.C.Sm.
- Flacourtia vogelii Hook.f.
- Flacourtia zippelii Slooten